# Andrés Steinfort Mulsow
Andrés Steinfort Mulsow, también André o Andreas, en francés o alemán respectivamente, (Santiago, 1883 - Santiago, 19 de julio de 1949) fue un compositor, teórico de la música y pedagogo chileno.

## Reseña biográfica
Comenzó su formación musical de manera autodidacta. Ingresó al Conservatorio Nacional de Música en 1905 donde estudió con Enrique Soro. Fue ayudante de la clase de Teoría y posteriormente profesor de la misma y de Armonía. Fue profesor de destacados compositores, entre ellos el Premio Nacional Jorge Urrutia Blondel. Este último lo sucedió como profesor de Armonía en 1931.
Se destacó como teórico de la música. En 1911 desarrolló una propuesta para reformar la escritura musical suprimiendo el uso de las llaves y así facilitar el aprendizaje de la lectura de la notas en diferentes alturas, lo que llamó Notación Normal. Aunque intentó dar a conocerla internacionalmente, dicha propuesta no tuvo buena acogida y no prosperó en el tiempo. 
Compuso cerca de doscientas obras para piano, coro, cuarteto de cuerdas y orquesta. Algunas de sus obras para piano fueron publicadas en 1918 por la Casa Editora de Música Apolo y en 1927 por la Editorial Casa Amarilla. Algunas de éstas fueron interpretadas entre 1922 y 1928 en el marco de actividades ligadas al Conservatorio Nacional, y en 1940 en Lima, Perú. Estas no alcanzaron mayor proyección ni circulación posterior. Del resto de sus obras no existen registros de sus estrenos, por lo que es probable que no hayan sido dadas al conocimiento público.
Fue muy elogiado por sus obras pedagógicas para la enseñanza de la lectura musical y la armonía, las cuales fueron utilizadas como textos oficiales de enseñanza en el Conservatorio Nacional, así como en muchas instituciones de formación musical en Chile incluso hasta la actualidad. Su tratado Armonía (1925), un completo manual para el aprendizaje de la armonía tonal, es de gran valor por su estructura simple y detallada, convirtiéndose en una obra clásica dentro de la producción teórico musical en Chile. 
Dado que sus composiciones no lograron mayor reconocimiento, su nombre ha sido omitido en los textos de historia de la música chilena. Sin embargo, ha logrado sobrevivir gracias a su importante legado pedagógico que se ha mantenido a través de sus textos de enseñanza. 

## Obras pedagógicas
- ABC de la Música, Editorial Casa Amarilla, Santiago de Chile, 1922.
- ABC de la Música, Segunda Edición,Imprenta Bellavista, Santiago de Chile, 1927.
- Armonía, Editorial Casa Amarilla, Santiago de Chile, 1925.

## Publicaciones teóricas sobre notación musical
- Reform in der Musik-Schrift oder die Unterdrückung der Schlüssel, Santiago, 1911.

- Reforme dans l’écriture musicale ou suppression des clefs, Santiago, 1911.

## Obras para piano
- Chansonette (manuscrito reproducido en 1919 en Músicos chilenos contemporáneos de E. Uzcátegui, p. 153)
- Berceuse (1918)
- Matinal (1918)
- Sueño de Bebé (1918)
- Variaciones (1927)
- Chopin (1927)
- Elegía (1927)
- Largo (1927)
- Marcha fúnebre (1927)
- Andante
- 6 Estudios
- 5 Estudios
- Sonata en Sol
- 3 Danzas
- Diálogo
- Fantasía
- Carnaval
- Capricho vienés
- Marcha triunfal
- Themata
- 1er Cuaderno Infantil
- 2° Cuaderno Infantil
- 3er Cuaderno Infantil
- Sonata en do
- Canción triste
- Impromptus
- Campana
- Canciones sin palabras
- Nocturnos
- 1er Album de la juventud
- 2° Album de la juventud